# هيلينا كوستا
هيلينا كوستا (بالبرتغالية: Helena Santos e Costa‏) (15 أبريل 1978 بألياندرا في البرازيل - ) هي مدربة كرة قدم ولاعبة كرة قدم برتغالية في مركز الهجوم.

## وصلات خارجية
- هيلينا كوستا على موقع قاعدة بيانات كرة القدم.إي يو (الإنجليزية)